# 威爾地灣
71°36′S 74°30′W / 71.600°S 74.500°W
威爾地灣（英語：Verdi Inlet）是南極洲的內灣，位於亞歷山大一世島西南部，處於哈里斯半島和哈里斯半島之間的貝多芬半島北部，現時由南極條約體系管理。